# Żurawica (gromada)
Żurawica – dawna gromada, czyli najmniejsza jednostka podziału terytorialnego Polskiej Rzeczypospolitej Ludowej w latach 1954–1972.
Gromady, z gromadzkimi radami narodowymi (GRN) jako organami władzy najniższego stopnia na wsi, funkcjonowały od reformy reorganizującej administrację wiejską przeprowadzonej jesienią 1954 do momentu ich zniesienia z dniem 1 stycznia 1973, tym samym wypierając organizację gminną w latach 1954–1972.
Gromadę Żurawica z siedzibą GRN w Żurawicy utworzono – jako jedną z 8759 gromad na obszarze Polski – w powiecie przemyskim w woj. rzeszowskim na mocy uchwały nr 30/54 WRN w Rzeszowie z dnia 5 października 1954. W skład jednostki wszedł obszar dotychczasowej gromady Żurawica ze zniesionej gminy Żurawica w tymże powiecie. Dla gromady ustalono 27 członków gromadzkiej rady narodowej.
1 stycznia 1960 do gromady Żurawica włączono obszary zniesionych gromad Bolestraszyce i Buszkowice w tymże powiecie.
31 grudnia 1961 z gromady Żurawica wyłączono część obszaru wsi Buszkowice, włączając ją do miasta na prawach powiatu Przemyśla w tymże województwie.
W 1971 roku gromada Żurawica liczyła 7643 mieszkańców, zamieszkujących miejscowości: Baraki (239), Bolestraszyce (1678), Buszkowice (864), Buszkowiczki (451), Parcelacja (329) i Żurawica (4082).
Gromada przetrwała do końca 1972 roku, czyli do kolejnej reformy gminnej. 1 stycznia 1973 w powiecie przemyskim reaktywowano gminę Żurawica.